# 弗雷德里克·科尔贝尔
弗雷德里克·科尔贝尔（丹麥語：Frederik Colberg，1993年3月31日—），丹麥男子羽毛球運動員。

## 簡歷
2010年11月，弗雷德里克·科尔贝尔分别与Kasper Paulsen以及梅蒂·波尔森出战冰島羽毛球國際賽，在男双决赛以0比2（15-21、17-21）不敌队友的埃米尔·霍尔斯特/米克尔·米克尔森，赢得亚军；而混双决赛以2比1（21-17、8-21、21-16）击败了队友的Kasper Paulsen/约瑟芬·范·赞纳，赢得国际赛混双冠军，亦是他首个未來系列賽混双冠军。
2011年3月，弗雷德里克·科尔贝尔与尼古拉·奥弗高出战羅馬尼亞羽毛球國際賽，在男双準决赛以0比2（13-21、18-21）不敌赛会头号种子、爱尔兰强档的山姆·马吉/托尼·斯蒂芬森。同年7月，他代表丹麦参加芬兰万塔举办的歐洲青年羽毛球錦標賽，助丹麦队赢得季军。同年11月，他与梅蒂·波尔森出战蘇格蘭羽毛球國際賽，在混双準决赛以0比2（16-21、18-21）不敌赛会头号种子、波兰强档的沃伊切赫·苏库德拉尔塞克/阿格涅什卡·维特科夫斯卡。
2013年4月，弗雷德里克·科尔贝尔与Mikkel Elbjørn出战芬蘭羽毛球公開賽，在男双準决赛以0比2（19-21、17-21）不敌赛会3号种子、马来西亚强档的方威捷/张御宇。同期4月，他与萨拉·蒂格森出战克羅地亞羽毛球國際賽，在混双决赛以1比2（21-12、12-21、9-21）不敌队友的尼克拉斯·诺尔/丽克·瑟比·汉森，赢得亚军。同年10月，他与米克尔·米克尔森出战匈牙利羽毛球國際賽，在男双决赛以0比2（16-21、21-23）不敌印尼强档的Saputra Albert/Indra Viki Okvana，赢得亚军。
2014年4月，弗雷德里克·科尔贝尔与米克尔·米克尔森出战芬蘭羽毛球公開賽，在男双準决赛以0比2（16-21、12-21）不敌赛会头号种子、队友的安德斯·斯考劳普·拉斯姆森/金·阿斯特鲁普·索伦森。同年5月，他与米克尔·米克尔森出战希臘羽毛球國際賽，在男双决赛因自己弃赛，赢得亚军。
2016年9月，弗雷德里克·科尔贝尔与拉斯穆斯·弗萊德伯格出战比利時羽毛球國際賽，在男双决赛以0比2（13-21、13-21）不敌中華台北强档的盧敬堯/楊博涵，赢得亚军。同年10月，他与拉斯穆斯·弗萊德伯格出战匈牙利羽毛球國際賽，在男双决赛以2比3（7-11、15-14、11-7、9-11、8-11）不敌赛会4号种子、新加坡强档的丹尼·巴瓦·克里斯南塔/亨德拉·维加亚，赢得亚军。同年12月，他与拉斯穆斯·弗萊德伯格出战美國羽毛球國際挑戰賽，在男双决赛以2比1（21-8、18-21、21-6）击败了加拿大强档的B·R·桑吉尔斯/矢仓尼尔，赢得国际赛男双冠军，亦是他首个國際挑戰賽男双冠军。
2017年2月，弗雷德里克·科尔贝尔与拉斯穆斯·弗萊德伯格出战奧地利羽毛球公開賽，在男双决赛以0比2（19-21、17-21）不敌赛会头号种子、日本强档的井上拓斗/金子祐樹，赢得亚军。同年6月，他与拉斯穆斯·弗萊德伯格出战西班牙羽毛球國際賽，在男双準决赛以0比2（14-21、14-21）不敌日本强档的松居圭一郎/竹內義憲。同年9月，他与拉斯穆斯·弗萊德伯格出战比利時羽毛球國際賽，在男双决赛以2比1（16-21、21-13、21-6）击败了赛会头号种子、英格兰强档的彼得·布里格斯/汤姆·沃尔芬登，赢得国际赛男双冠军。同年11月，他与拉斯穆斯·弗萊德伯格出战匈牙利羽毛球國際賽，在男双决赛以2比0（21-18、21-14）击败了队友的乔尔·叶佩/菲利普·希路普，赢得国际赛男双冠军。
2018年6月，弗雷德里克·科尔贝尔与約金·費舍爾·尼爾森出战西班牙羽毛球國際賽，在男双决赛以2比1（21-23、21-19、21-15）击败了泰国强档的博丁·伊沙拉/玛尼蓬·宗集，赢得国际赛男双冠军。
2019年1月，弗雷德里克·科尔贝尔与卡斯珀·安东森出战瑞典羽毛球公開賽，在男双準决赛以0比2（18-21、16-21）不敌法国强档的巴斯蒂安·凯尔索迪/朱利安·马尤。

## 主要比賽成績
只列出曾進入準決賽的國際賽事成績：
| 年份   | 賽事                 | 公開賽級別 | 項目     | 拍檔                | 成績   |
| ------ | -------------------- | ---------- | -------- | ------------------- | ------ |
| 2010年 | 冰島羽毛球國際賽     | 未來系列賽 | 男子雙打 | Kasper Paulsen      | 亞軍   |
| 2010年 | 冰島羽毛球國際賽     | 未來系列賽 | 混合雙打 | 梅蒂·波尔森         | 冠軍   |
| 2011年 | 羅馬尼亞羽毛球國際賽 | 國際系列賽 | 男子雙打 | 尼古拉·奥弗高       | 準決賽 |
| 2011年 | 歐洲青年羽毛球錦標賽 | 其他       | 混合團體 | －                  | 季軍   |
| 2011年 | 蘇格蘭羽毛球國際賽   | 國際挑戰賽 | 混合雙打 | 梅蒂·波尔森         | 準決賽 |
| 2013年 | 芬蘭羽毛球公開賽     | 國際挑戰賽 | 男子雙打 | Mikkel Elbjørn      | 準決賽 |
| 2013年 | 克羅地亞羽毛球國際賽 | 國際系列賽 | 混合雙打 | 萨拉·蒂格森         | 亞軍   |
| 2013年 | 匈牙利羽毛球國際賽   | 國際系列賽 | 男子雙打 | 米克尔·米克尔森     | 亞軍   |
| 2014年 | 芬蘭羽毛球公開賽     | 國際挑戰賽 | 男子雙打 | 米克尔·米克尔森     | 準決賽 |
| 2014年 | 希臘羽毛球國際賽     | 國際系列賽 | 男子雙打 | 米克尔·米克尔森     | 亞軍   |
| 2016年 | 比利時羽毛球國際賽   | 國際挑戰賽 | 男子雙打 | 拉斯穆斯·弗萊德伯格 | 亞軍   |
| 2016年 | 匈牙利羽毛球國際賽   | 國際系列賽 | 男子雙打 | 拉斯穆斯·弗萊德伯格 | 亞軍   |
| 2016年 | 美國羽毛球國際挑戰賽 | 國際挑戰賽 | 男子雙打 | 拉斯穆斯·弗萊德伯格 | 冠軍   |
| 2017年 | 奧地利羽毛球公開賽   | 國際挑戰賽 | 男子雙打 | 拉斯穆斯·弗萊德伯格 | 亞軍   |
| 2017年 | 西班牙羽毛球國際賽   | 國際挑戰賽 | 男子雙打 | 拉斯穆斯·弗萊德伯格 | 準決賽 |
| 2017年 | 比利時羽毛球國際賽   | 國際挑戰賽 | 男子雙打 | 拉斯穆斯·弗萊德伯格 | 冠軍   |
| 2017年 | 匈牙利羽毛球國際賽   | 國際挑戰賽 | 男子雙打 | 拉斯穆斯·弗萊德伯格 | 冠軍   |
| 2018年 | 西班牙羽毛球國際賽   | 國際挑戰賽 | 男子雙打 | 約金·費舍爾·尼爾森  | 冠軍   |
| 2019年 | 瑞典羽毛球公開賽     | 國際系列賽 | 男子雙打 | 卡斯珀·安东森       | 準決賽 |

| 2007-2017年 | 首要超級賽 | 超級賽 | 黃金大獎賽 | 大獎賽 | 國際挑戰賽 | 國際系列賽 | 未來系列賽 | 其他 |

| 2018-2026年 | 總決賽 | 超級1000賽 | 超級750賽 | 超級500賽 | 超級300賽 | 超級100賽 | 國際挑戰賽 | 國際系列賽 | 未來系列賽 | 其他 |